# P-行列
数学の分野におけるP-行列（P-ぎょうれつ、英: P-matrix）とは、すべての主小行列式が0より大きい複素正方行列のことである。これに関連する概念として、すべての主小行列式が0以上である P0-行列がある。P0-行列の類はP-行列の類の閉包である。

## 固有値
ケロッグの定理によれば、P-行列および P0-行列の固有値は、以下に述べる意味で、負の実軸についての楔型の領域から離れている:
{\displaystyle \{u_{1},...,u_{n}\}} をn次元P-行列の固有値としたとき、次が成立する。
{\displaystyle |arg(u_{i})|<\pi -{\frac {\pi }{n}},i=1,...,n}
{\displaystyle \{u_{1},...,u_{n}\}}, {\displaystyle u_{i}\neq 0}, {\displaystyle i=1,...,n} をn-次元 P0-行列の固有値としたとき、次が成立する。
{\displaystyle |arg(u_{i})|\leq \pi -{\frac {\pi }{n}},i=1,...,n}

## 注意
正則なM-行列の類は、P-行列の類の部分集合である。P-行列かつZ-行列であるような全ての行列は、正則なM-行列である。十分行列（sufficient matrix）の類は、P-行列の別の一般化である。
ヤコビ行列式がP-行列であるような関数は、空間 Rn の任意の直交領域上で単射である。
特に安定性理論における関連概念としては、P(-)-行列（しばしば N−P-行列とも呼ばれる）が挙げられる。-A がP-行列となるような行列A のことを、P(-)-行列と呼ぶ（P0-行列についても同様）。スペクトル集合はσ(A )=-σ(-A ) であることより、それらの行列の固有値は正の実軸から離れている。